# Yūshi Ozaki
Yūshi Ozaki (jap. 尾﨑 勇史 Ozaki Yūshi; ur. 24 marca 1969) – japoński piłkarz występujący na pozycji bramkarza.

## Kariera klubowa
Od 1987 do 2003 roku występował w klubach Júbilo Iwata, Avispa Fukuoka i Sanfrecce Hiroszima.